# Hypenagonia barbara
Hypenagonia barbara là một loài bướm đêm trong họ Erebidae.